# Kohlebergwerk Leichhardt
Das Kohlebergwerk Leichhardt (englisch Leichhardt Colliery) ist ein ehemaliges australisches Steinkohlebergwerk. Das Bergwerk wurde nach Ludwig Leichhardt benannt. Es wurde ein sechs Meter mächtiges Steinkohlenflöz in 350 bis 410 Meter Teufe abgebaut. 

## Lage
Das Bergwerk liegt etwa 26 Kilometer südlich von Blackwater im australischen Bundesstaat Queensland.

## Geologie
Im Gebiet um Blackwater gibt es mehrere Kohlebergwerke. Das Leichhardt-Kohlebergwerk war das erste, das im Bowenbecken in mehr als 300 Meter Teufe abbaute. Die Kohle enthält hier 16 m³ Flözgas pro Tonne, das durch den Abbau freigesetzt wird. Seit den 1960er Jahren war dieses Lagerstätte, ein komplizierter geologischer Körper, in dem starke geomechanische Kräfte wirken, Gegenstand wissenschaftlicher Untersuchungen. Wegen des hohen Gasdrucks und der Permeabilität der Kohle gab es seit 1971 etwa 200 bergbauliche Gefährdungen. Im Dezember 1980 wurden im südlich gelegenen Bergwerksteil zwei Bergarbeiter von etwa 500 Tonnen Kohle verschüttet und verloren ihr Leben.

## Geschichte
Das Bergwerk betrieb zuletzt BHP Billiton. Es wurde 1982 geschlossen. Ausschlaggebend für diese Entscheidung waren die großen Probleme in der Arbeitssicherheit und Bewetterung.